# Horní Radechová
Horní Radechová (en allemand : Ober Radechow, auparavant Ober Radechau) est une commune du district de Náchod, dans la région de Hradec Králové, en Tchéquie. Sa population s'élevait à 522 habitants en 2022.

## Géographie
Horní Radechová se trouve à 7 km au nord-nord-ouest de Náchod, à 37 km au nord-est de Hradec Králové et à 130 km à l'est-nord-est de Prague.
La commune est limitée par Červený Kostelec au nord, par Hronov au nord et à l'est, par Velké Poříčí à l'est, par Náchod au sud-est, par Dolní Radechová au sud et par Zábrodí à l'ouest.

## Histoire
La première mention écrite de la localité date de 1415.

## Administration
La commune se compose de deux sections :
- Horní Radechová
- Slavíkov

## Galerie

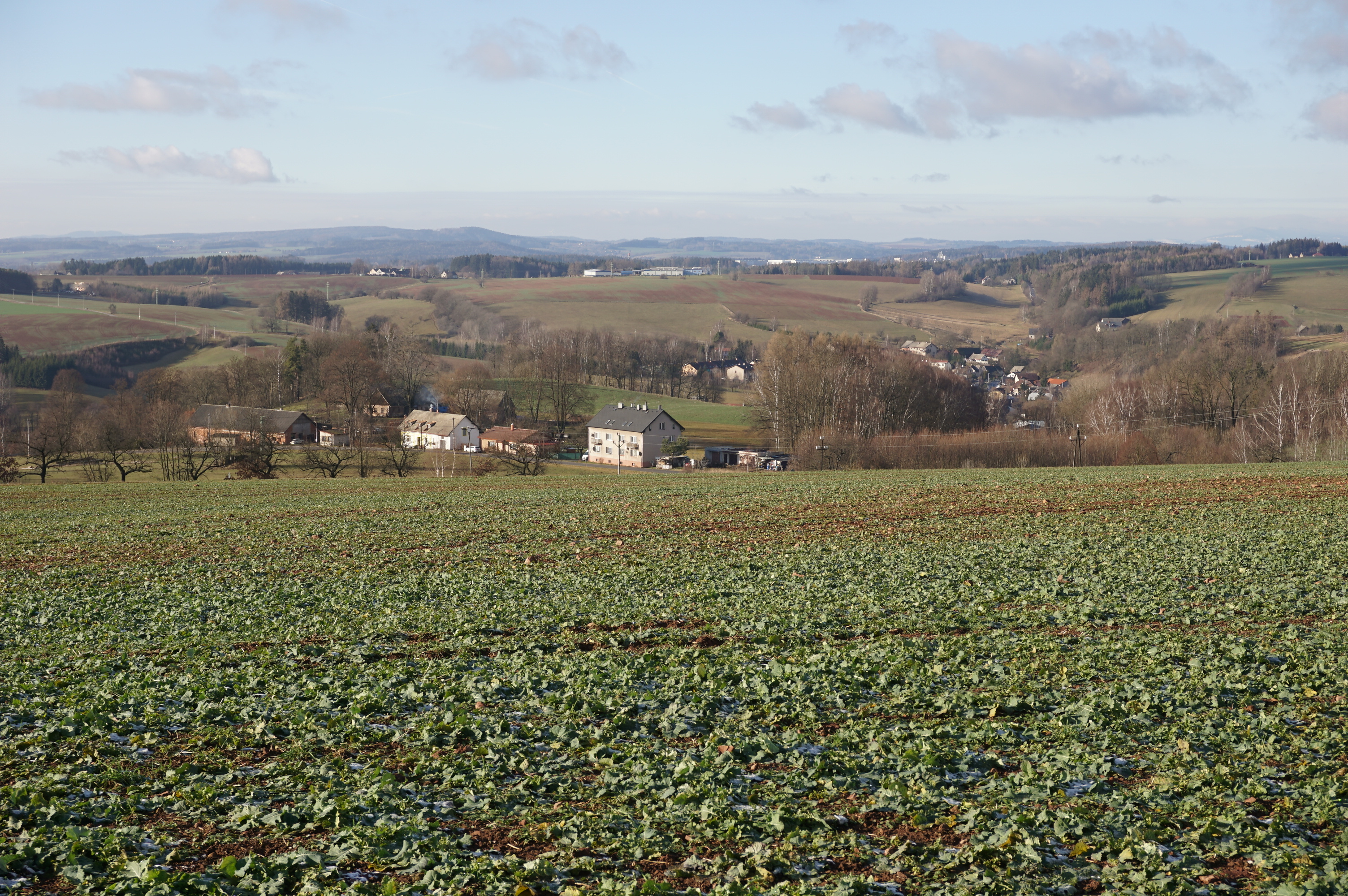
Vue du village depuis la tour d'observation.
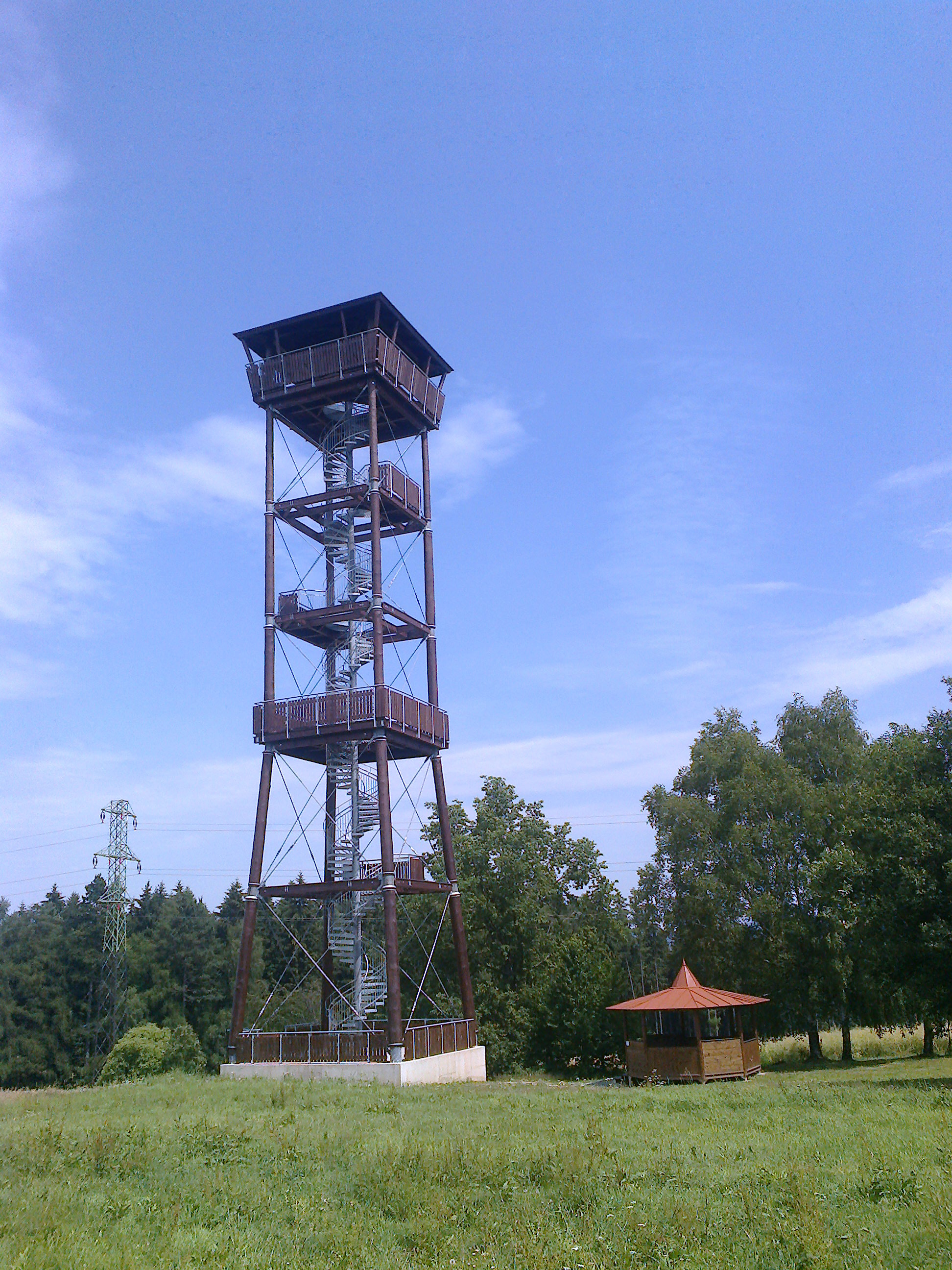
Tour d'observation..

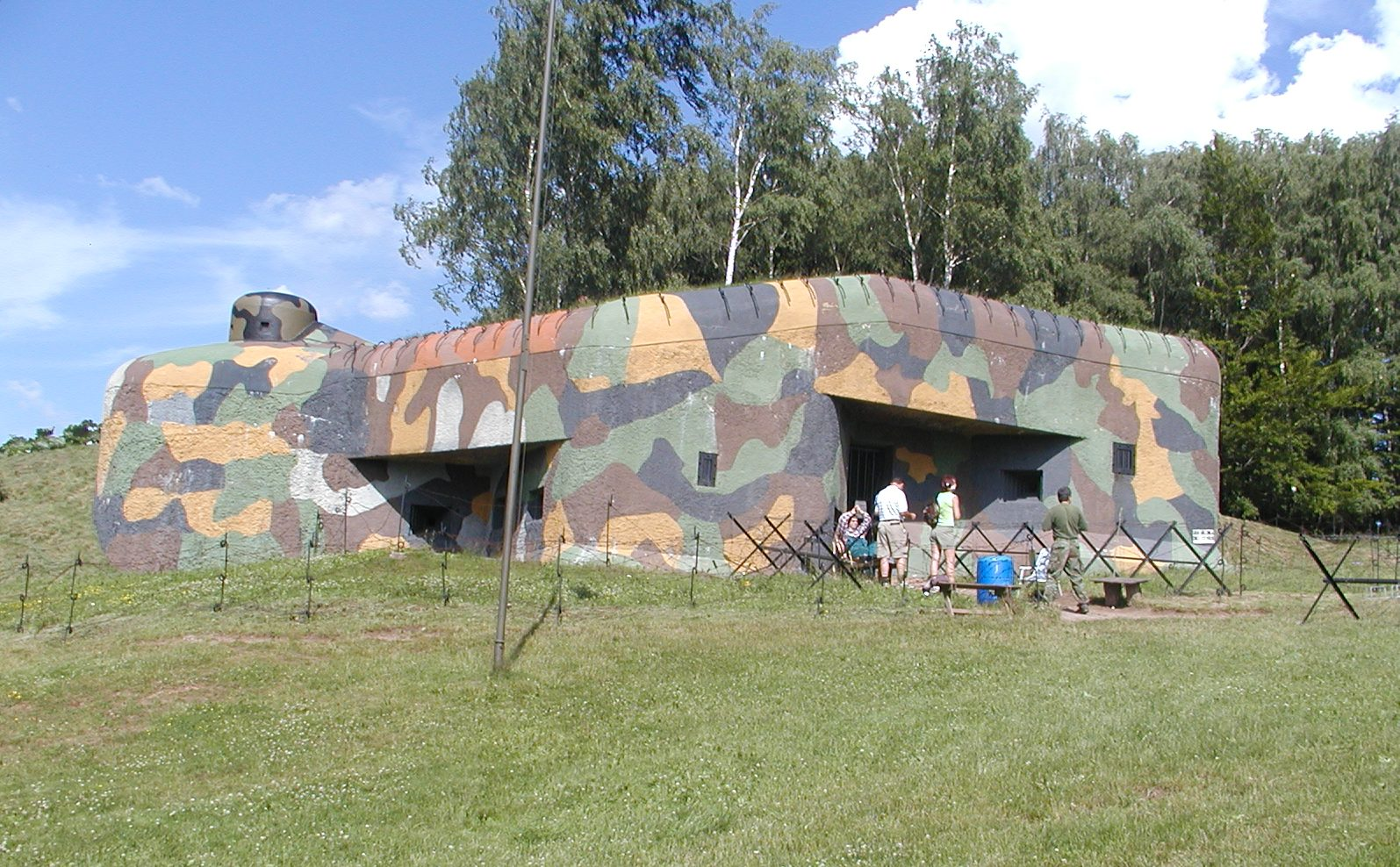
Casemate de Březinka.

## Transports
Par la route, Horní Radechová se trouve à 7 km de Náchod, à 49 km de Hradec Králové et à 165 km de Prague. 